# Osiedle Kawalerii Polskiej
Osiedle Kawalerii Polskiej (do 1990 r. Osiedle Feliksa Dzierżyńskiego) – osiedle mieszkaniowe w Grudziądzu, obejmujące tereny na południe od Śródmieścia. 

## Historia
Pod koniec XIX wieku istniały przy ul. Radzyńskiej (obecnie ul. Hallera) koszary wybudowane przez Prusaków. Po wojnie przejęło je polskie wojsko, które nadało im imię hetmana Stefana Czarnieckiego. Po niedługim czasie koszary kupiła Dyrekcja Kolei Państwowych. Od września 1929 r. budynki koszarowe osiedla zaczęły być siłą zdobywane na mieszkania przez bezdomnych robotników, które później zaczęto nazywać "Maderą". W czasie II wojny światowej część koszarowych budynków uległa zniszczeniu, a większość pozostałych została rozebrana w latach 50. Na miejscu "Madery" w latach 1957-1959, oraz w roku 1976 zaczęto budować etapami osiedle mieszkaniowe obecnie noszące nazwę Kawalerii Polskiej.

## Życie osiedla
- W latach 1930–1973 znajdował się tutaj stadion GKS Olimpia
- Centrum Handlowe Carrefour „Galeria Grudziądzka”
- Park Miejski
- Dawne koszary Centrum Wyszkolenia Kawalerii
- Supermarket Dino przy ul. Chopina